# Catharina van Bologna
Catharina van Bologna [Caterina de' Vigri] (Bologna, 8 september 1413 – aldaar, 9 maart 1463) was een Italiaanse clarissenzuster, schrijfster, lerares, artieste en heilige. In 1542 werd ze zalig verklaard, op 22 mei 1712 werd ze heilig verklaard. Ze is de beschermheilige van Bologna.

## Leven
Catharina kwam voort uit een welgestelde familie. Ze was de dochter van Benvenuta Mammolini van Bologna en Giovanni Vigri, een Ferrarese notaris in dienst van Niccolò III d'Este, Marquis van Ferrara. Ze groeide op aan het hof van Niccolo III als een hofdame in dienst van diens vrouw, Parisina d'Este, en geraakte bevriend met zijn dochter, Margherita d'Este. In deze periode leerde ze lezen, schrijven, viool spelen en had ze toegang tot de grote collectie manuscripten in de bibliotheek van d'Este.
In 1426, nadat Niccolo III zijn vrouw liet terecht stellen omwille van overspel, verliet Catharina zijn hof en voegde zich bij een gemeenschap van begijnen die de ideologie van Augustinus volgden. Ze waren echter aanvankelijk verdeeld of ze dan al wel of niet de ideologie van Franciscus moesten volgen, wat uiteindelijk ook gebeurde. In 1431 werd het Begijnenhuis omgevormd in het Clarissenconvent van Corpus Domini, dat uitgroeide van 12 vrouwen in 1431 tot 144 tegen het einde van de eeuw. Zuster Catharina leefde het grootste deel van haar leven in dit convent, tussen 1431 en 1456, en diende als meesteres van de novicen. Ze was een model van vroomheid en ervoer meerdere mirakels en visies van Christus, de Maagd Maria, Thomas Becket, Sint-Jozef en toekomstige gebeurtenissen zoals de Val van Constantinopel in 1453.
In 1455 stelden de franciscanen en gouverneurs van Bologna voor dat ze moeder-overste van een nieuw klooster zou worden, dat gevestigd moest worden in Bologna onder de naam van Corpus Christi. Ze verliet bijgevolg Ferrara in juli 1456 met 12 van haar zusters om de nieuwe gemeenschap op te starten. Hier verbleef ze als moeder-overste tot aan haar overlijden op 9 maar 1463. Ze werd begraven in het kerkhof van het klooster, maar na achttien dagen kwam er een zoete geur naar boven uit haar graf en werd haar onaangetaste lichaam opgegraven. Het werd verplaatst naar de kapel waar het nog steeds tentoongesteld wordt, rechtop zittend in haar religieuze gewaden, achter glas.

## Kunstwerken
Literatuur
- Haar enige overgebleven werk is Zeven wapens voor de spirituele strijd

Schilderkunsten
- In de kerk van Corpus Domini: een tafereel dat Christus en het kruist voorstelt
- In het kunstmuseum van Bologna: een tafereel met Sint-Ursula en haar kinderen
- In de Gallerie dell'Accademia van Venetië: een weergave van Sint-Ursula